# Cathedral
Cathedral var ett doom metal-band från Coventry, England.

## Medlemmar
Senaste medlemmar
- Lee Dorrian – sång (1989–2013)
- Gary "Gaz" Jennings – gitarr (1989–2013), basgitarr (1993–1994), keyboard (1994–1996)
- Brian Dixon – trummor (1994–2013)
- Scott Carlson – basgitarr (2011–2013)

Tidigare medlemmar
- Andy Baker – trummor (1989)
- Mark Griffiths – gitarr (1989–1990), basgitarr (1990–1992)
- Adam Lehan – gitarr (1989–1994)
- Ben Mochrie – trummor (1990)
- Mike Smail – trummor (1991)
- Mark Ramsay Wharton – trummor (1992–1994), keyboard (1992)
- Leo Smee – basgitarr (1994–2011), gitarr (2010)

Turnerande medlemmar
- Munch (David Moore) – keyboard
- Mike Hickey – basgitarr (1992–1993)
- Scott Carlson – basgitarr (1994)
- Barry Stern – trummor (1994; död 2005)
- Joe Hasselvander – trummor (1994)
- Victor Griffin – gitarr (1994)
- Dave Hornyak – trummor (1995)
- Max Edwards – basgitarr (2003–2004)

## Diskografi
Studioalbum
- Forest of Equilibrium (1991, Earache Records)
- The Ethereal Mirror (1993, Earache Records)
- The Carnival Bizarre (1995, Earache Records)
- Supernatural Birth Machine (1996, Earache Records)
- Caravan Beyond Redemption (1999, Earache Records)
- Endtyme (2001, Earache Records)
- The VIIth Coming (2002, Spitfire Records)
- The Garden of Unearthly Delights (2005, Nuclear Blast Records)
- The Guessing Game (2010, Nuclear Blast Records)
- The Last Spire (2013, Rise Above Records)

Livealbum
- Anniversary (2011, Rise Above Records)

EP
- 1992: Soul Sacrifice (1992)
- Twylight Songs (1993)
- Cosmic Requiem (1994)
- Statik Majik (1994)
- Hopkins (The Witchfinder General) (1996)
- A New Ice Age (2011)

Singlar
- "Grim Luxuria" (1993)
- "Midnight Mountain" (1993)
- "Ride" (1993)
- "Wheels of Confusion" (1994)
- "Gargoylian" (2001)
- "Vengeance of the Blind Dead" (2013)

Samlingsalbum
- The Serpent's Gold (2004)